# Джаганнам
Джага́ннам або Джаха́ннам (араб. جهنم‎‎, від єврейського Гей-хінно́м «пекло») — одне з імен пекла в ісламі. У Корані та мусульманськії теології — це непросвітня темрява, де перебування в якій та нескінченних страждань будуть засуджені грішники.

## Коранічний образ джаганнаму

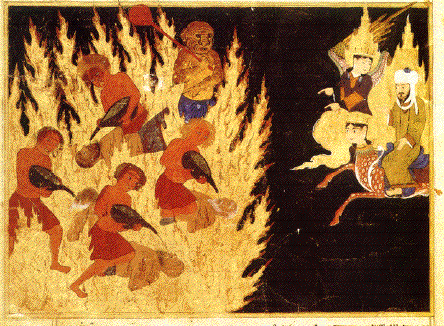
Ісламське уявлення про пекло

Образ пекельних мук відігравав важливу роль у коранічній проповіді, був одним із головних засобів емоційного переконання слухачів; з ним пов’язано багато найяскравіших аятів Корану.
Жертви джаганнаму будуть горіти у вогні: «А ті, які нещасні, — у вогні, для них там крики і ревіння» (11: 106/108). «Ми спалимо їх у вогні! Щоразу, коли спечеться їхня шкіра, Ми замінимо її новою, щоб вони відчули покарання» (4: 56/59). Грішники зв’язані там ланцюгами, «одяг їх із смоли, обличчя їх вкриває вогонь» (14: 50/51). Їжа їхня — з дерева заккум, що росте з глибин джаганнаму — «плоди його, як голови шайтанів» (37:62/60 — 66/64; 56:52—54). Пиття їхнє — кип’яток (37:67/65; 38:57; 56:54), який «розтинає їх нутрощі» (47:15/17), і гнійна вода — «…і будуть його поїти водою гнійною. Він п’є її, та лише проковтне, приходить до нього смерть з усіх місць, та він не мертвий, а позаду нього суворе покарання» (14:16/19—17/20). Ще один різновид мук джаганнаму — пекучий холод. Різні категорії грішників розміщуються у різних шарах джаганнаму, входять до нього через різні ворота (4:145/144; 15:44; 39:72). Джаганнам охороняє ангельська сторожа (забанія), головний сторож — ангел Малік (43:77)

## Післякоранічне передання
Післякоранічне передання описує наявні в джаганнамі озера з гнилою і киплячою водою, бездонний колодязь і т. д. Особливої популярності набув образ сирату (мосту для випробування віруючих).
У Корані присутні два уявлення про природу джаганнаму. Згідно з одним, це щось на кшталт страшної, рикаючої «готової луснути від гніву» тварини, що пожирає грішників (89:23/24; 67:7—8). Це уявлення було пізніше деталізоване багатьма казково-міфологічними деталями. Згідно з іншим уявленням, це глибоке провалля, куди ведуть вісім воріт (15:44; 39:72). Поступово цей образ був деталізований як воронкоподібний кратер з концентричними колами, що розділяють різні категорії грішників. Такий образ пекла бере свій початок у давньосхідній традиції. У мусульманській формі він вплинув і на середньовічні європейські уявлення про структуру пекла, зокрема на ті, що були відображені у «Божественній Комедії» Данте

## Джаганнам з точки зору мусульманського богослов’я
Коранічні описи джаганнаму ставили перед мусульманськими богословами декілька проблем. Одна — питання про вічність перебування грішників у пеклі. У сунітському ісламі вважається, що, завдяки милості Аллаха і заступництву Мухаммеда, вічно у джаганнамі будуть перебувати лише невіруючі, для мусульман, навіть великих грішників, пекельні муки не вічні.
Друге питання — чи був джаганнам створеним, і чи одвічно існував. Згідно з найпоширенішою точкою зору, джаганнам, як і джаннат, уже створений і існує, а не буде створений до Судного дня, як стверджували мутазиліти.
Нарешті, завжди поставала проблема символічного трактування описів джаганнаму. Вже мутазиліти намагались пояснити численні грубо конкретні образи традиційних уявлень; зокрема вони заперечували реальність мосту над джаганнамом. Духовний характер деяких випробувань і мук джаганнаму підкреслювали численні богослови різних напрямків, зокрема Аль-Газалі та Ібн Сіна. До символічного трактування деяких описів джаганнаму схильні сучасні мусульманські модерністи. Традиціоналісти навпаки, продовжують успішно використовувати мусульманський образ джаганнаму для впливу на своїх прихильників.